# James Husband
James Andrew Husband (Leeds, Anglia, 1994. január 3. –) angol labdarúgó, aki jelenleg a Blackpoolben játszik, balhátvédként.

## Pályafutása

### Doncaster Rovers
Husband 2010 nyarán két évre szóló ifiszerződést kötött a Doncaster Roversszel. 2011 novemberében két és fél éves profi szerződést adott neki a klub, miután több élvonalbeli klub is élénk érdeklődést mutatott iránta. Az első csapatban 2012. április 17-én, egy Middlesbrough elleni mérkőzésen mutatkozott be, a második félidőben csereként beállva. Négy nappal később, a Coventry City ellen kezdőként kapott lehetőséget.
Első gólját 2013. február 18-án, a Crawley Town ellen szerezte, balszélsőként játszva. Nyolc nappal később, a Shrewsbury Town ellen ismét betalált, szintén a középpálya bal oldalán pályára lépve. 2013. augusztus 16-án, a Blackburn Rovers ellen egy túl erős beadás után gólt szerzett, miután a labda átszállt a kapus feje fölött.

### Middlesbrough
2014. július 26-án a Middlesbrough leigazolta Husbandet, 500 ezer fontot és Curtis Maint adva cserébe a Doncasternek. 2015. március 25-én a Fulham a szezon végéig kölcsönvette. A következő idényben egy hónapra ismét kölcsönvette a londoni klub. 2016. január 8-án kölcsönben a sérüléshullámmal küzdő Huddersfield Townhoz szerződött. Egy nappal később, egy Reading elleni FA Kupa-meccsen mutatkozott be. A bajnokságban a Fulham ellen kapott először lehetőséget. Április 9-én visszatért a Middlesbrough-hoz.